# ميونيوم

صورة توضيحية لذرة الميونيوم ويدور حولها إلكترون

ميونيوم في الفيزياء (بالإنجليزية: muonium) هو ذرة غريبة تتكون نواتها من نقيض ميون ويدور حولها إلكترون.
يملك نقيض الميون أو مضاد الميون وحدة شحنة موجبة وعمره قصير جدا جدا، فله عمر النصف نحو 2 ميكروثانية، وهو يماثل البروتون في ذرة الهيدروجين. تشكل تلك الذرة الغريبة أحد النظم الأساسية في الفيزياء الذرية، حيث تلك الذرة مماثلة لذرة الهيدروجين إلا أن نواتها أخف كثيرا من البروتون (البروتون كتلته تعلدل كتلة 1840 إلكترون أما الميوون فكتلته تعادل 207 إلكترون). ومع ذلك فهي تصدر طيفا مشابه في منظومته خطوط طيف الهيدروجين، ويمكن تطبيق صيغة ريدبرغ عليها لاستنباط أطوال موجات خطوط طيفها.
ويماثل سلوك ذرة الميونيوم الغريبة كيميائيا سلوك ذرة الهيدروجين، وتكوّن بذلك نظيرا للهيدروجين إلا أنه أخف من الهيدروجين 36 مرة. أكتشف الميونيوم في عام 1960 عن طريق الفيزيائي «فرنون هيوز» ومجموعتة من الباحثين.
أدت قياسات دقيقة لطيف لذرة الميونيوم إلى التوصل إلى قيم دقيقة جدا لثوابت طبيعية أساسية مثل كتلة الميون، والعزم المغناطيسي للميون، ولثابت الترابط الكهرومغناطيسي ولثابت البنية الدقيقة للذرات.
ويتميز الوصف النظري لسلوك ذرة الميونيوم بدقة عالية عنه بالنسبة لذرة الهيدروجين، حيث تتكون ذرته من لبتونين (ميون وإلكترون، أما البروتون فهو هدرون وليس ليبتون)، والتي يمكن اعتبارها «نقطية».

كذلك استخدمت ذرة الميونيوم في اختبار قانون «انحفاط العدد اللبتوني». فقد أجريت تجربة في معهد بول شيرر PSI السويسري للبحث عن انتقالات من ذرة ميونيوم إلى نقيض الميونيوم (متكون من بوزيترون وميون).
. وأيدت تلك التجارب نظرية النموذج العياري.